# Polský armádní speciál Tupolev Tu-154M Lux č. 101

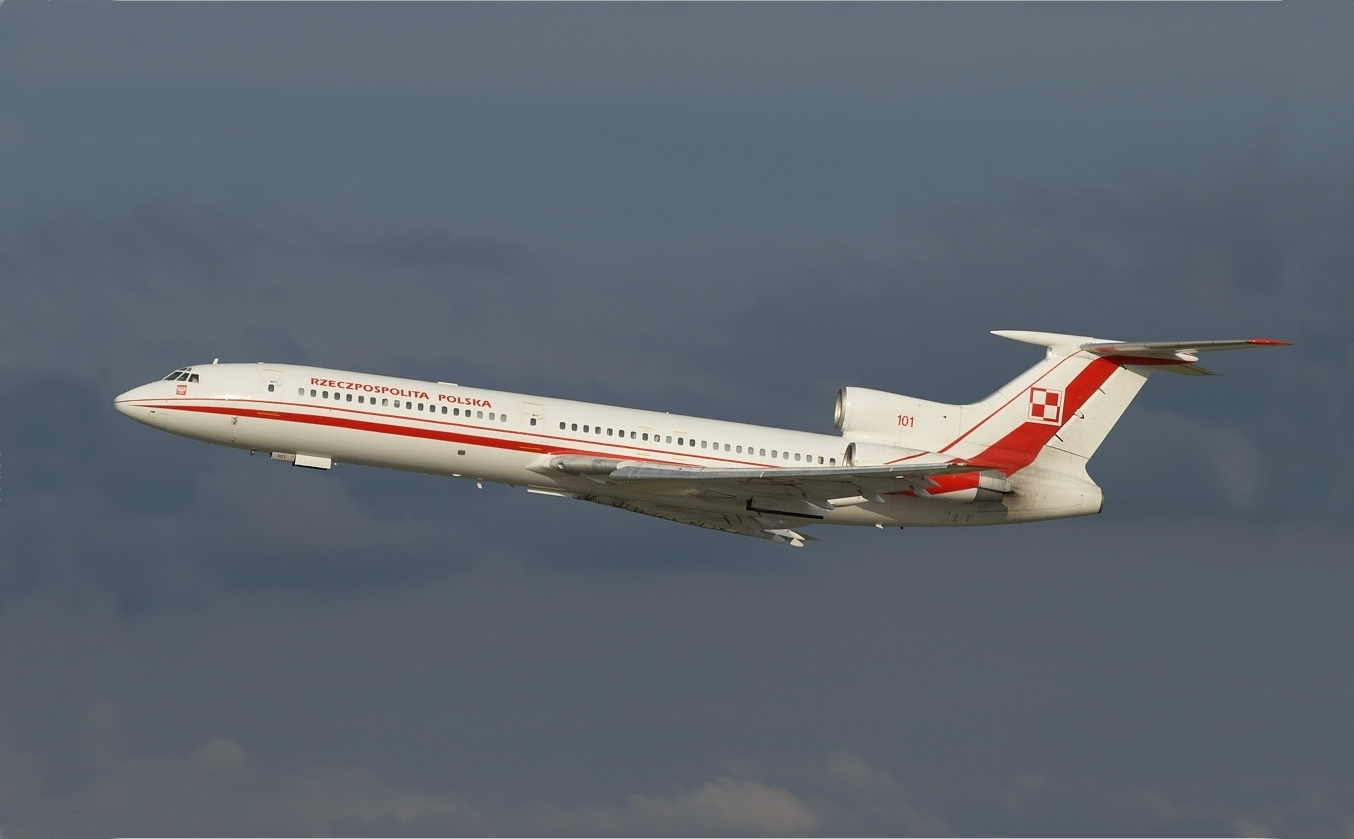
Tu-154M Lux č. 101 startující z letiště v Kyjevě (rok 2008)

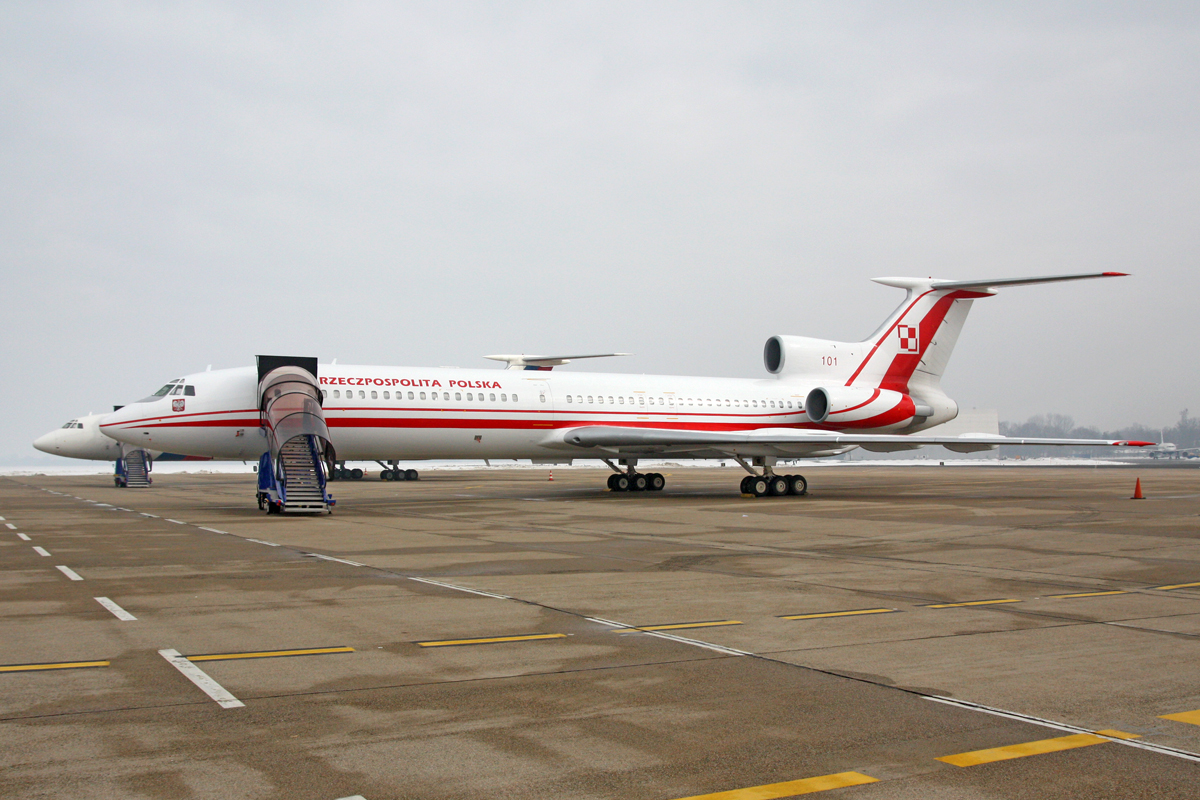
Tu-154M č. 101 na letišti v Záhřebu (rok 2010)

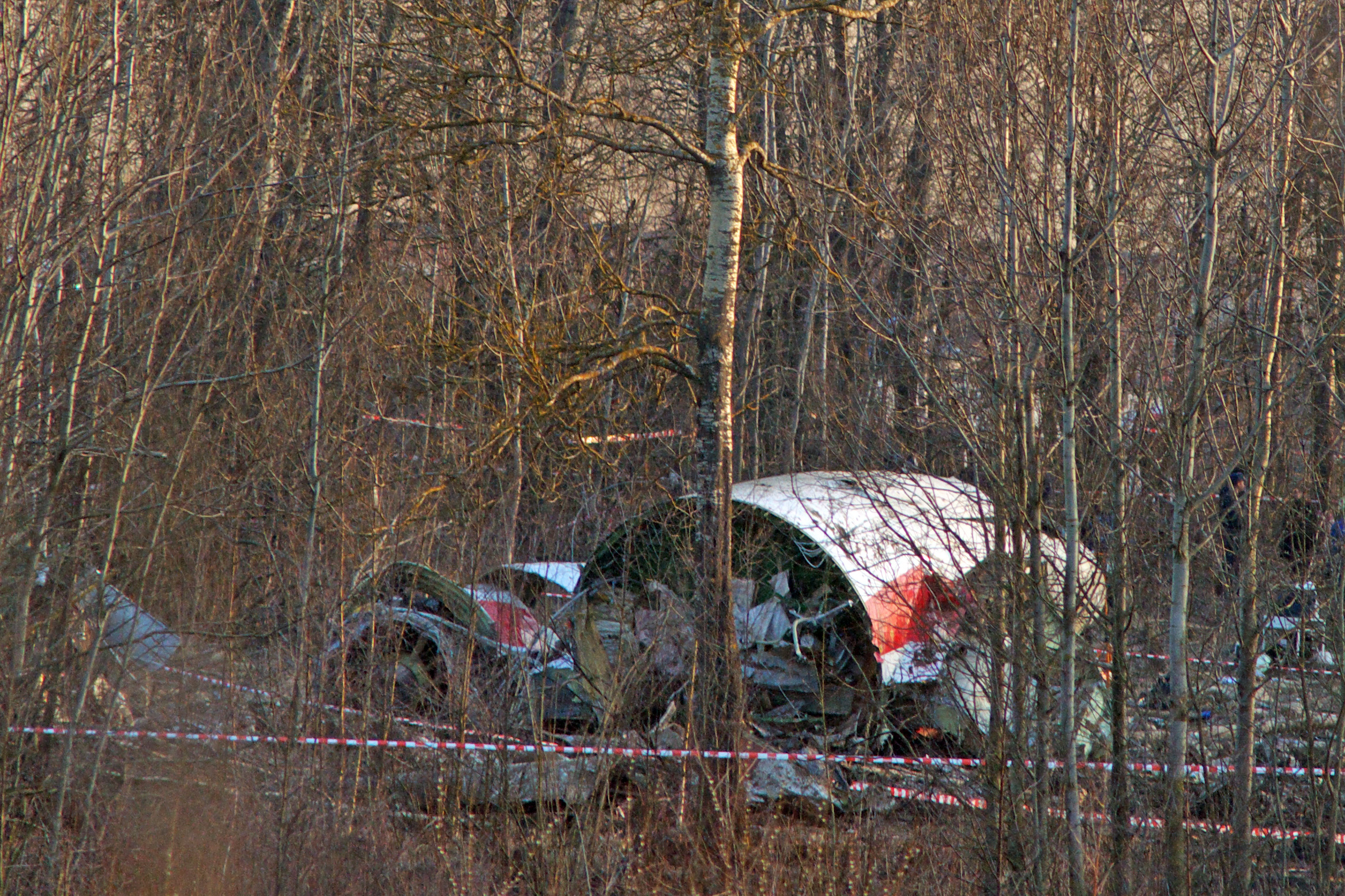
Trosky letounu Tu-154M č. 101 na místě katastrofy u Smolensku (10. dubna 2010)

Polský armádní speciál Tupolev Tu-154M Lux č. 101 byl letoun sovětské výroby provozovaný 36. speciálním plukem letecké dopravy. Letoun je známý především svou havárií u Smolensku, při které 10. dubna 2010 zemřeli mj. polský prezident Lech Kaczyński, prakticky celé nejvyšší vojenské velení Polska a další polské osobnosti.

## Historie letadla
Tu-154M Lux č. 101, sériové číslo 085837 (90A-837), byl provozován 36. speciálním plukem letecké dopravy. Stroj byl vyroben 14. dubna 1990 v SSSR v Kujbyševském aviatickém závodě (Kujbyšev dnes Samara). Polsko jej zakoupilo v roce 1990 za cenu 14 milionů rublů na základě polsko-sovětské úmluvy z 27. května 1989. Nový letoun pro VIP osoby byl zakoupen v rámci nákupních plánů Rady ministrů z roku 1988 s cílem nahradit vysloužilé stroje Tupolev Tu-134A.
Pohon prezidentského Tupolevu Tu-154M Lux č. 101 zajišťovaly tři proudové motory Solovjov D-30KU-154-II. První zkušební let se konal 29. června 1990, 11. července byl letoun převzat polskou stranou a následujícího dne začleněn do služby ve Vzdušných silách PR. Obdržel nátěr sestávající z kombinace armádních symbolů, symbolů LOT a bočních čísel 837 a 01. Po roce 1994 se schéma nátěrů VIP letadel v Polsku změnilo na současné. To se týkalo i nové registrace, stará čísla nahradilo číslo 101.
V roce 1990 byla technická životnost stanovena na 30 tis. letových hodin, 15 tis. přistání nebo 15 let exploatace. Celkem mělo letadlo nalétáno 5141 hodin, za dobu služby bylo letadlo třikrát v opravě. Poslední generální oprava provedená ruskou firmou Aviakor SA v Samaře a certifikovaná ruským Mezistátním leteckým výborem proběhla v druhé polovině roku 2009. Kontrola proběhla v leteckém závodě v Samaře, v Ufě byla provedena kontrola hydraulických systémů a v Rybinsku kontrola motorů. Za modernizační práce v rámci oprav odpovídalo polské konsorcium MAW Telecom a Polit-Elektronik. Po poslední opravě výrobce letadel Tupolev Tu-154M Lux garantoval životnost na nejméně 6 let, 7500 letových hodin a 4500 přistání. V případě motorů závod Saturn Rybinsk garantoval jejich životnost na 6 let a 5000 letových hodin.
Od 21. prosince 2009 do 9. dubna 2010 letoun nalétal asi 138 hodin. 22. ledna 2010 měl poruchu řídícího systému během letu na Haiti. Došlo k ní na zemi, na letišti v Portoriku a byla opravena v několika hodinách. V té době bylo druhé vládní letadlo, Tu-154M č. 102, opravováno v Rusku, kam odletělo 12. ledna 2010. V březnu 2010 provedlo Velitelství vzdušných sil PR periodickou prohlídku stroje a 4. dubna 2010 stroj absolvoval komisní zkušební let.

## Zničení letadla

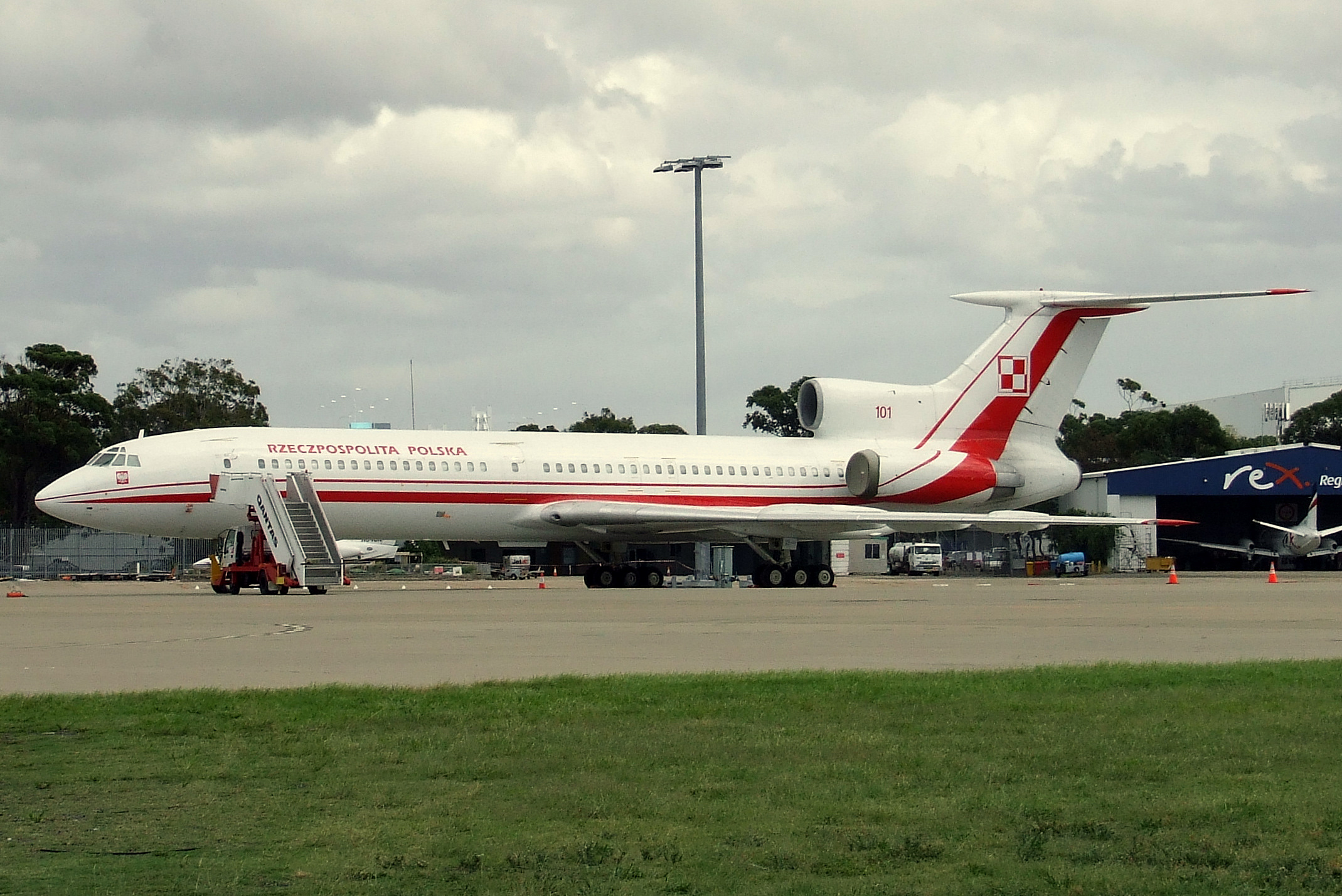
Prezidentský transportní letoun Tupolev Tu-154M polského letectva na letišti v Sydney v Austrálii.

10. dubna 2010 byl tento letoun zničen během katastrofy u Smolensku, při které zemřeli mj. polský prezident Lech Kaczyński, prakticky celé nejvyšší vojenské velení Polska a další významné polské osobnosti.